# Sultanat d'Asahan
El sultanat d'Asahan fou un antic estat de la costa nord-est de Sumatra, sota protectorat neerlandès del 1865 al 1942, que va existir del 1630 al 1946. Era el principal estat que formava la regència (afdeeling, una subdivisió administrativa neerlandesa) d'Asahan.

## Història
La història comença quan el sultà d'Atjeh, Iskandar Muda, va fer una estada a la zona al seu retorn d'un viatge a Johore i Malaca, el 1612, establint el campament a la riba de la part superior d'un riu que va agafar després el nom d'Asahan. Després d'un temps de descans va continuar el viatge fins a la confluència dels rius Asahan i Silau on es va parar i fou rebut pel rei de la regió, Simargolang, que li va oferir un territori on es va construir una terrassa. Més tard aquesta regió es va desenvolupar i es va formar una vila anomenada Tanjung Balai que va agafar importància per la seva posició estratègica en el comerç entre Atjeh i Malaca.
Les relacions entre el sultà Iskandar Muda i el rei Simargolang van esdevenir cada vegada més estretes i el sultà es va casar amb una filla del rei, matrimoni del que va néixer un fill de nom Abdul Jalil. Aquest serà el primer sultà d'Asahan el 1630. El sultanat d'Asahan fou tributari d'Atjeh fins a l'inici del segle xix.
Raja Musa Shah va morir el 1808 deixant només un fill infant; les regles successòries no permetien deixar ni un dia l'estat sense sultà al morir el regnant i el seu successor havia de ser proclamat el mateix dia, i per això fou proclamat el germà petit del difunt, Raja Ali Shah. Una part de la noblesa, especialment la de la comunitat batak, no va acceptar el nou sultà i es van apoderar de la persona del jove fill de Musa Shah, al que van proclamar sultà a Kwaluh, fins que finalment es va trobar una solució, i el jove príncep fou reconegut com a sobirà adjunt (Yang di-Pertuan Muda). Fou aquest jove, que va regnar amb el nom de Muhammad Husain Rahmad Shah, el que va aconseguir establir la independència d'Asahan amb relació a Atjeh. El seu regnat va durar 46 anys i fou marcat per l'aparició cada vegada més freqüent dels europeus culminant amb la signatura d'un contracte amb la Companyia Neerlandesa de les Índies Orientals.
A la seva mort l'11 de febrer de 1859 va pujar al tron Shah Ahmad, però va esclatar un nou conflicte successori entre els descendents de Raja Musa Shah i els de Raja Ali Shah. Les relacions amb els neerlandesos per altra banda eren complexes i el 12 de setembre de 1865 Asahan fou conquerit pels neerlandesos i el sultà Shah Ahmad deposat el dia 27 de setembre, proclamant al seu lloc a un net de Raja Musa Shah (i cunyat de Shah Ahmad) amb el nom de Nimatullah Shah o Namalullah Shah (29 de setembre) que no va poder imposar el seu domini gaire cap a l'interior on va resistir el sultà deposat. Aquest canvi no va comportar la millora de relacions amb els neerlandesos, que també foren dolentes i finalment el 30 de novembre de 1867 el sultà es va retirar cap a l'interior, fora de l'abast de les canoneres neerlandeses; així hi havia dos sultanats a l'interior, el primer es titulava sultà d'Asahan i el segon des de 1868 sultà de Kwaluh i Leidong. Després de 23 anys d'escaramusses intermitents amb els neerlandeses, i de treves de curta durada, es va trobar un arranjament efectiu el 25 de març de 1886: el govern neerlandès va reconèixer al sultà de Kwaluh, Shah Ahmad, com a sultà d'Asahan.
El 27 de juny de 1888 Ahmad va morir i fou succeït pel seu fill Muhammad Husain Rahmad Shah II; va gaudir durant el seu regnat d'una notables prosperitat econòmica. A la seva mort el 7 de juliol de 1915 el seu fill Shaibun Abdul Jalil Rahmad Shah va pujar al tron i va desenvolupar el cultiu de l'arbre del cautxú del qual s'obtenia el làtex i el cautxú, material que va tenir un gran ús durant i després de la I Guerra Mundial; però la prosperitat es va acabar amb la II Guerra Mundial. Al colonialisme neerlandès va seguir la cruel ocupació japonesa, que va durar fins al 14 d'agost de 1945 quan van retornar els neerlandeses per lluitar contra els republicans i els comunistes que havien proclamat la república el 17 d'agost de 1945.
D'acord amb la regulació republicana 1 de 1945 el Comitè Nacional d'Indonèsia va establir el territori d'Asahan el setembre de 1945 i en aquest temps el govern del sultanat i el Fuku Nunsyu de Batubara van subsistir i van optar per la seva integració a la Negara Kesatuan Republik Indonésia (República Federal d'Indonèsia) el 1946, però l'anomenada "revolució social" va desorganitzar l'estat i gran part de la noblesa va morir; al final del conflicte els sultanats ja no foren restablerts i Asahan va quedar inclòs en el territori de la República d'Indonèsia (1950). L'antic sultà va viure encara 30 anys (el regnat més llarg de la seva nissaga).
El títol reial era Sri Paduka Tuanku Sultan (nom de regne) ibnu al-Marhum (títol del pare i nom de regne d'aquest), Sultan i Yang di-Pertuan Besar d'Asahan, amb tractament de son Altessa. A l'interior el sultà tenia el títol de Yan Dipertuan Besar/Sri Paduka Raja, i el poder local corresponia a un virrei (Yang Dipertuan Muda). Al territori de Batubara i altres comarques més petites l'autoritat era exercida per un datuk. Des de 1865 els neerlandesos i van nomenar un kontroler, el primer dels quals for designat per governador Besluit el 30 de setembre de 1867; quan es va establir la regència (afdeeling) d'Asahan amb seu a Tanjung Balai es van nomenar dos kontroler però es va respectar l'autoritat del datuk de Batubara encara que els seus poders foren escapçats.
Sota domini neerlandès el sultanat d'Asahan va quedar dividit en tres districtes (dos d'ells amb un subdistricte) i el territori de Batubara (amb quatre zones).
- Districte de Tanjung Balai 
  - Subdistricte del riu Kepayang
- Districte de Kisaran
- Districte de Bandar Pulau 
  - Subdistricte de Bandar Pasir Mandoge
- Territori de Batubara
  - Indrapura Sel Bestuur
  - Lima Pula sel Bestuur
  - Pesisir sel Bestuur
  - Suka Dua sel Bestuur (Bogah i Lima Laras).

## Llista de sultans
- Abdul Jalil Syah I 1630 - 16?
- Abdul Jabbar Syah bin Abdul Jalil 16? - 17?
- Muhammed Rum Syah bin Abdul Jabbar 17? - 1760
- Abdul Jalil Syah II 1760 - 1765
- Dewa Syah bin Abdul Jalil II 1765 - 1805
- Musa bin Dewa Syah 1805 - 1808
- Ali bin Dewa Syah 1808 - 1813
- Husain Syah bin Ali 1813 - 1859
- Ahmad Syah bin Husain Rahmat Syah I 1859 - 1865 (sulta de Kwaluh 1865-1886)
- Namalullah bin Muhammad Ishak 1865- 1867
- Interregne 1867-1886
- Ahmad Syah bin Husain Rahmat Syah I 1886 - 1888 (segona vegada)
- Husain Syah bin Muhammad Adil Rahmat Syah II 1888 - 1915
- Su Saibun bin Abdul Jalil Rahmat 1915 - 1980 
  - Tengku Alang Yahya, Regent 7 de juliol de 1915 a 15 de juny de 1933

## Escut i bandera
L'escut és de descripció complexa: inclou una estranya figura central rodejada per dos rombes concèntrics formats per quatre sabres i quatre llences; tot descansa sobre una decoració. El conjunt està rodejat en forma de rombe per un ram de fulles que es troben al peu; al darrer dues banderes llises (aparentment blanques, però probablement grogues) una inclinada a l'esquerra i una a la dreta on els pals s'inicien al darrere de la figura central però el drap de la bandera ja oneja sobrepassant el ram de fulles.
La bandera coneguda d'Asahan és horitzontal dividida en tres franges, vermell, marron, vermell i correspon al Datu Bandar (senyor del port).